# وون هی-کیونگ
وون هی-کیونگ (انگلیسی: Won Hye-kyung؛ زادهٔ ۱۴ اکتبر ۱۹۷۹) اسکیت‌باز سرعت اهل کره جنوبی است.